# Айкън Пръдъкшънс
„Айкън Пръдъкшънс“ (на английски: Icon Productions) е американско предприятие за производство на филми със седалище в Санта Моника.
Основано е през 1989 година от актьора Мел Гибсън и неговия австралийски финансов съветник Брус Дейви, първоначално за да организира финансирането на филма „Хамлет“, като през следващите десетилетия продуцира множество известни филми като „Смело сърце“ (Braveheart, 1995), „Какво искат жените“ (What Women Want, 2000), „Бяхме войници“ (We Were Soldiers, 2002), „Страстите Христови“ (The Passion of the Christ, 2004) и „Апокалипто“ (Apocalypto, 2006). Има клон в Сидни, Австралия, а известно време развива дейност и във Великобритания.

## Избрана филмография
- „Вечно млад“ (Forever Young, 1992)
- „Човекът без лице“ (The Man Without a Face, 1993)
- „Маверик“ (Maverick, 1994)
- „Смело сърце“ (Braveheart, 1995)
- „Откуп“ (Ransom, 1996)
- „Код 187“ (One Eight Seven, 1997)
- „Разплата“ (Paycheck, 1999)
- „Благослови детето“ (Bless the Child, 2000)
- „Какво искат жените“ (What Women Want, 2000)
- „Бяхме войници“ (We Were Soldiers, 2002)
- „Страстите Христови“ (The Passion of the Christ, 2004)
- „Апокалипто“ (Apocalypto, 2006)
- „Острие на мрака“ (Edge of Darkness, 2010)